# ヒト・コミュニケーションズ red WINS
ヒト・コミュニケーションズ red WINSは、日本の女子カーリングチーム。

## 概要
札幌国際大学OGを中心に、人材派遣会社ヒト・コミュニケーションズが支援する形で2014年8月4日に結成された。
2016年5月をもって活動を停止し、石垣はチーム富士急に加入した。

## 成績

### 日本選手権
- 第32回全農日本カーリング選手権 (2015年) - 4位[4]
- 第33回全農日本カーリング選手権 (2016年) - 7位[5]

### 北海道選手権
- 第34回北海道カーリング選手権大会 (2015年1月) -  準優勝[6]
- 第35回北海道カーリング選手権大会兼アルバータ杯カーリング大会 (2015年12月) -  優勝[7]

### 軽井沢国際カーリング選手権大会
- 2014年軽井沢国際カーリング選手権大会 - 4位[8]
- 2015年軽井沢国際カーリング選手権大会 - 予選敗退[9]

## 選手
- 石垣真央（主将）
- 井田莉菜（スキップ）
- 石山奈津子
- 小川香奈（サポートメンバー、札幌国際大学）
- 内藤圭美（サード）
- 小山笑子